# Zoqueta

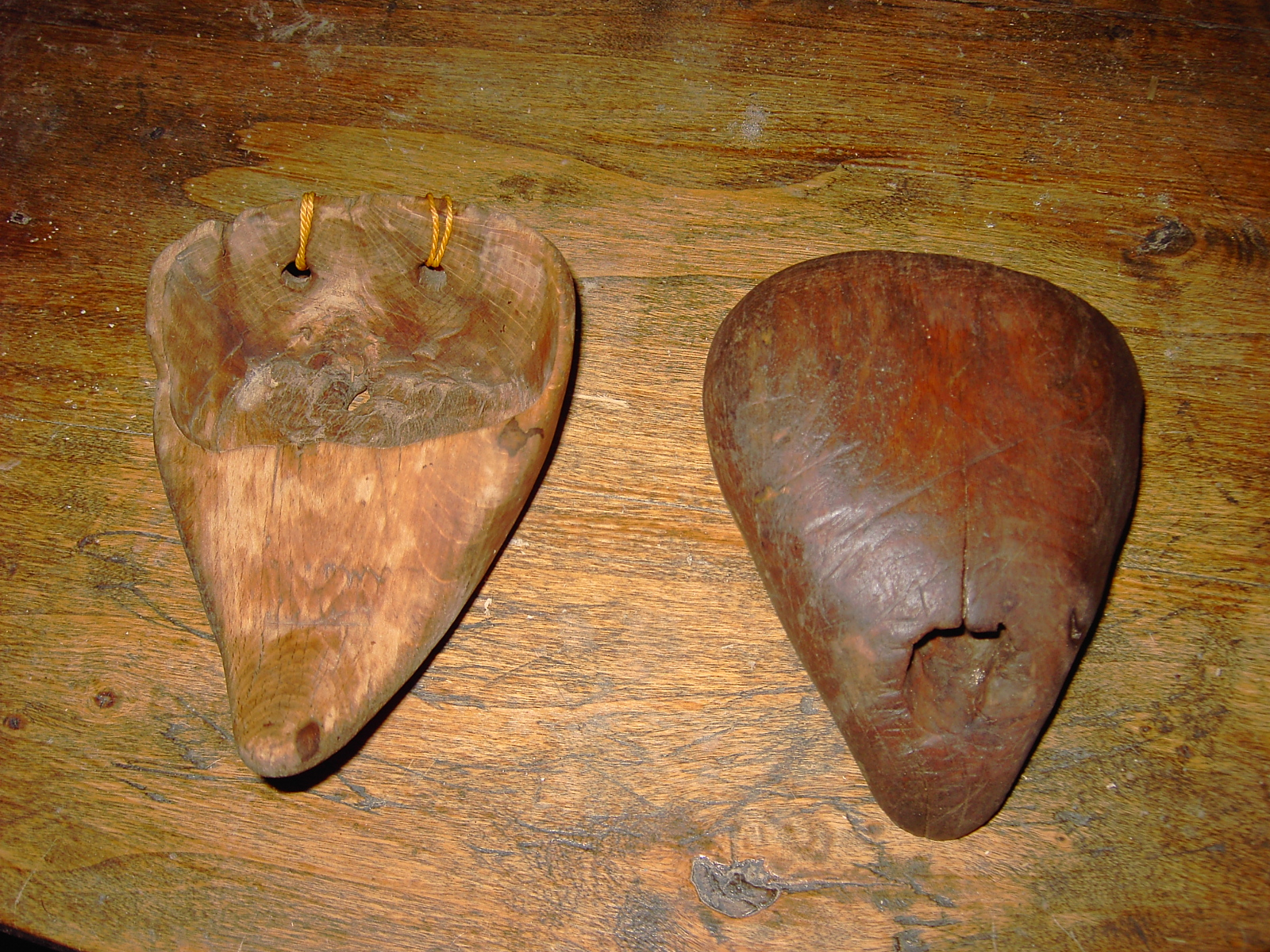
Dos zoquetas, por el anverso y el reverso.

Una zoqueta es una pieza de madera tallada de forma que quepan cuatro dedos en su interior, protegiéndolos así de posibles cortes. El pulgar, mientras tanto, queda libre, para coger las mieses durante la siega.
Las zoquetas solían ser piezas de madera huecas, a fin de proteger los dedos en su interior, reduciendo así el peligro de cortarse con la hoz. Muchas de ellas llevaban además un cordel enganchado en dos orificios en el extremo más cercano a la muñeca, con el objetivo de atarla al brazo del segador e impedir que se le cayese durante su uso.

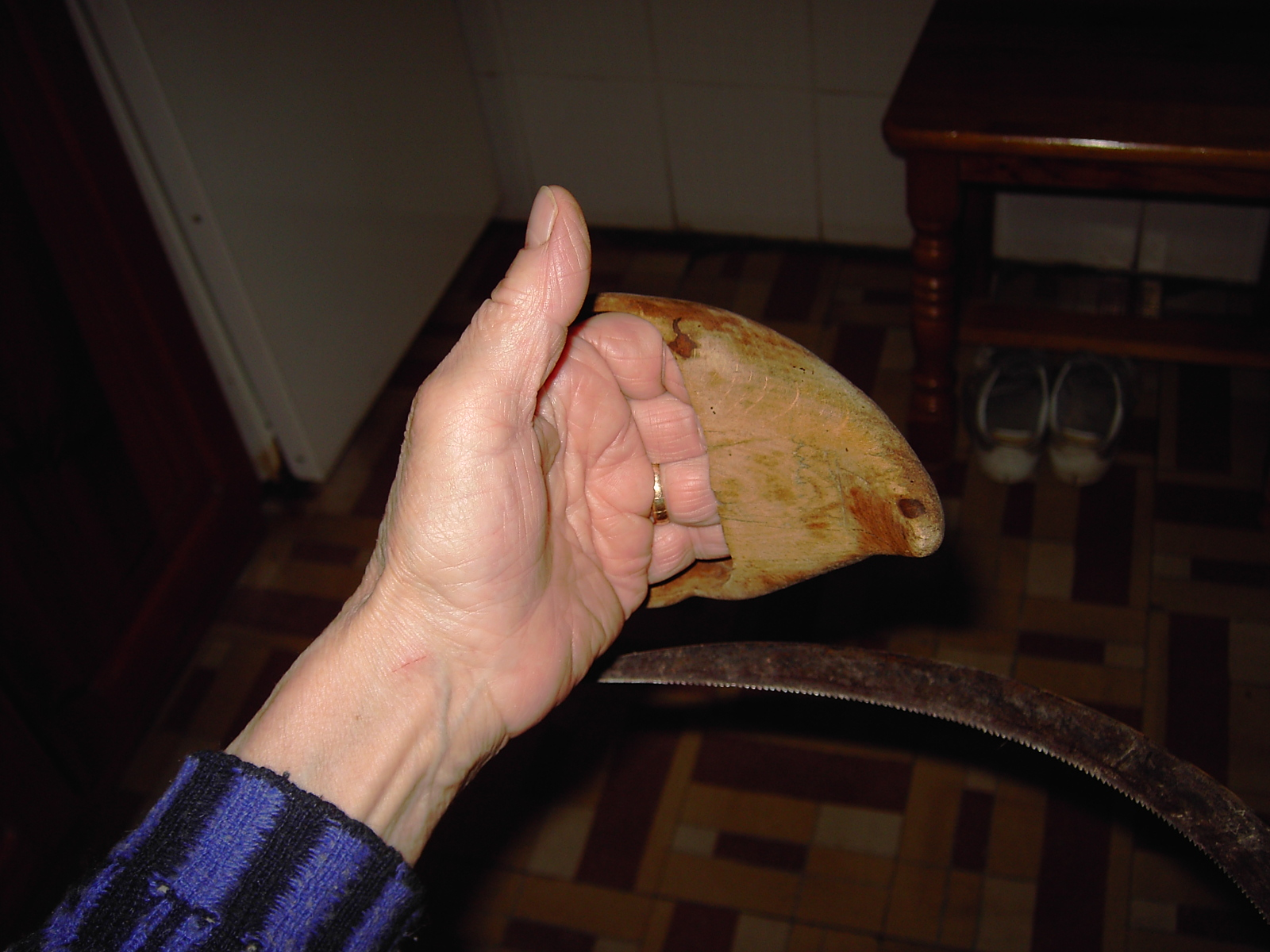
Ejemplo de uso de una zoqueta
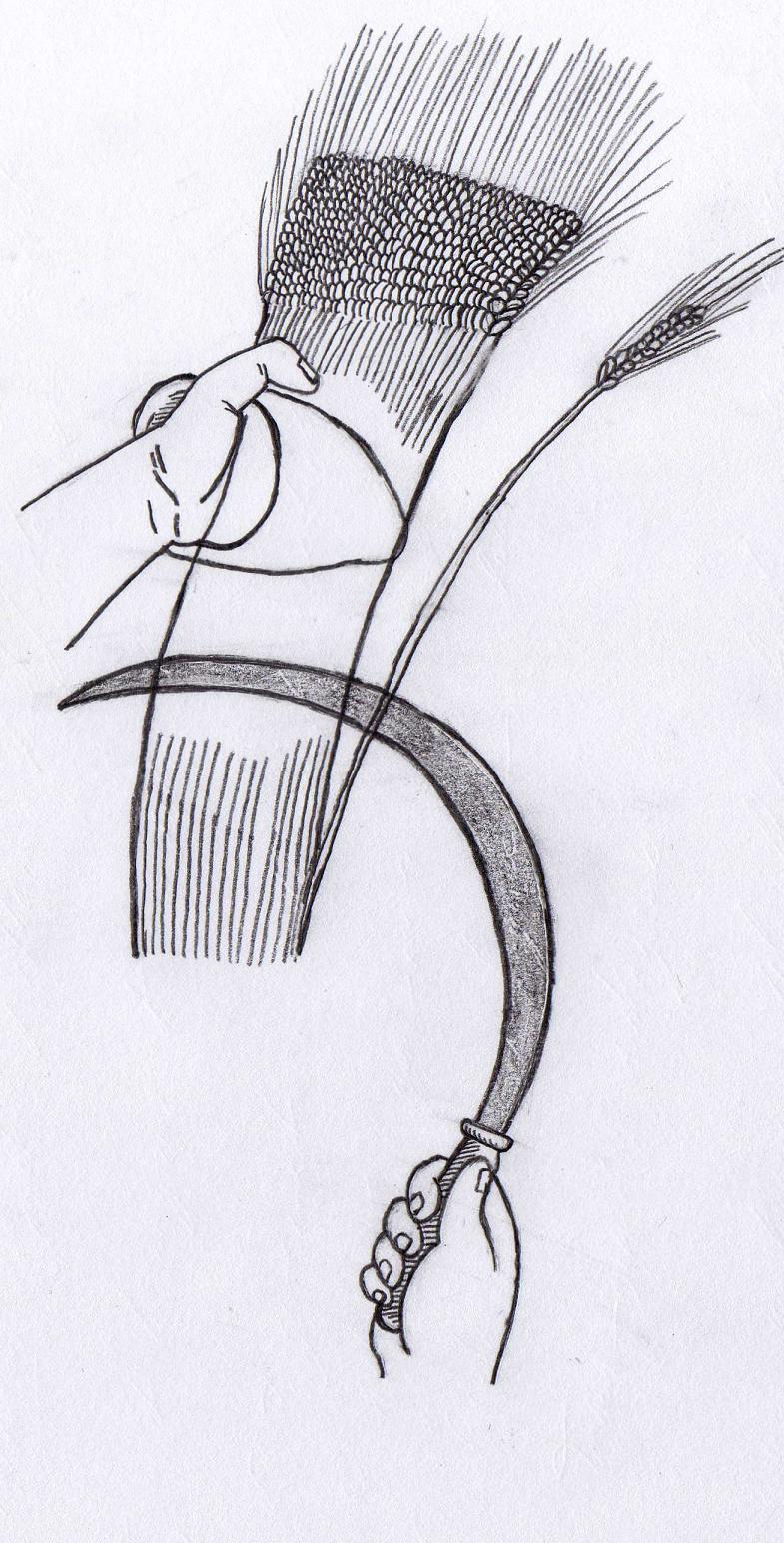
Modo de empleo al segar con la hoz